# Epilepsiechirurgie
Die Epilepsiechirurgie ist die Behandlung einer Epilepsie mittels neurochirurgischer Verfahren. Sie ist eine erprobte und anerkannte Behandlungsform in spezialisierten Zentren. Wenn die medikamentöse Behandlung einer Epilepsie nicht zu einer zufriedenstellenden Lebenssituation führt, sollte die Möglichkeit einer epilepsiechirurgischen Behandlung überprüft werden. Dazu ist in der Regel eine stationäre prächirurgische Abklärung erforderlich.

## Indikation
Die Epilepsiechirurgie ist vor allem bei sogenannten pharmakoresistenten Epilepsien eine Therapieoption. Aufgrund neuer diagnostischer und therapeutischer Entwicklungen ist es jedoch Gegenstand von Diskussionen wann eine prächirurgische Diagnostik angeboten und ggf. ein Eingriff empfohlen werden soll.
Nur bei fokalen Epilepsien, also herdförmigen Epilepsien, kann das anfallserzeugende Hirngebiet („epileptogenes Areal“) entfernt werden. Durch Elektrokortikographie ist es möglich, das auslösende Nervengewebe mit einer Genauigkeit von wenigen Millimetern einzugrenzen. Das Risiko, dass eine chirurgische Entfernung dieses Areals zu Störungen im Befinden, im Verhalten oder in der kognitiven Leistungsfähigkeit führen kann, sollte durch die prächirurgische Epilepsiediagnostik verringert werden. Sicher ausgeschlossen werden kann das Risiko aber nicht. Eine vorübergehende Einpflanzung von Elektroden unter die Schädeldecke oder sogar in das Gehirn (Tiefenelektrode) kann eine präzise Information über den Ort des Anfallsursprungs und eine Vorhersage über die Gedächtnisleistung nach der Operation geben. Das minimiert das Risiko, dass zu viele Nervenzellen entfernt werden, und ist von großer Bedeutung, da der Herd oft unmittelbar an Bereichen des Gedächtnisses oder am Sprachzentrum anliegt (vgl. Wachkraniotomie).
Neben dieser Spezialuntersuchung spielen die bildgebenden Verfahren, wie die Magnetresonanztomographie (MRT) und die Funktionelle Magnetresonanztomographie (fMRT) eine wichtige Rolle.

## Formen
Bei der Temporallappenepilepsie mit mesialer temporaler Sklerose kann eine vordere Temporallappenresektion oder eine selektive Resektion von Mandelkern und Hippocampus durchgeführt werden.
Oft erfolgt die fokale Resektion der Läsion, oder der Fehlbildung, aber auch Durchtrennungen des Corpus callosum, als Callosotomie, oder die Abtrennung aller Verbindungen einer Hemisphäre, als Hemisphärotomie oder gar die als Hemisphärektomie bezeichnete Entfernung einer kompletten Hirnhälfte können durchgeführt werden. Bei letzteren sind schwere neurologische Störungen, vor allem Sprachstörungen (Aphasien), generalisierte muskuläre Hypotonie und Halbseitenlähmungen (Hemiplegien) vorprogrammiert.

## Ergebnisse
Da die Techniken sehr variieren, die Lokalisation individuell sehr verschieden ist, gibt es nur wenige gut durchgeführte Studien, die verlässliche Ergebnisse der Epilepsiechirurgie widerspiegeln. Das postoperative Ergebnis von epilepsiechirurgischen Eingriffen wird nach der Klassifikation von Engel eingeteilt.
In einer Metaanalyse unkontrollierter Studien mit Kindern, die an therapie-refraktärer Epilepsie leiden, fand sich nach einem Jahr eine Anfallsfreiheit bei 74 % der Kinder mit einer fokalen Läsion und bei 45 % derer ohne fokale Läsion.
Über die Therapie der Epilepsie hinaus ist die Epilepsiechirurgie bedeutsam für die neurowissenschaftliche Grundlagenforschung. Die Operation vom Henry Gustav Molaison erbrachte wesentliche Erkenntnisse zum Verständnis des Gedächtnisses. Auch in anderen Bereichen der Neurowissenschaften ermöglichen Untersuchungen während der Epilepsieoperation Untersuchungen, die anderweitig nicht möglich wären.

## Pathologie
Ein europäisches Konsortium aus 36 Zentren in 12 europäischen Ländern und unter Federführung durch das deutsche neuropathologische Referenzzentrum für Epilepsiechirurgie am Universitätsklinikum Erlangen, das EEBB (European Epilepsy Brain Bank), hat die resezierten Hirnproben über 25 Jahre aufgearbeitet und nach pathologischen Befunden gesucht. Dabei wurden Proben von 9.523 Patienten mit therapie-refraktärer Epilepsie ausgewertet. Zum Zeitpunkt des chirurgischen Eingriffs waren 73 % der Patienten erwachsen, aber die Epilepsie trat bei 76 % erstmals im Kindes- und Jugendalter auf. 52 % der Patienten waren männlich. Bei 72 % der Eingriffe war der Temporallappen betroffen. Bei den 7.168 Patienten, von denen Daten vorlagen, waren 61 % nach einem Jahr anfallsfrei (66 % bei Heranwachsenden, 59 % bei Erwachsenen). Insgesamt konnten 36 verschiedene pathologische Diagnosen gestellt werden, die sich in sieben Diagnosecluster zusammenfassen ließen:
- Hippocampus-Sklerose, auch Mesiale temporale Sklerose genannt, war mit 36 % die häufigste Diagnose (45 % der Erwachsenen, 15 % der Heranwachsenden). Nach einem Jahr waren 61 % der Patienten anfallsfrei.
- Tumoren waren mit 24 % die zweithäufigste Diagnosegruppe, wobei das Gangliogliom mit 10 % aller Patienten am häufigsten vorkam.83 % der Gangliogliome waren im Temporallappen lokalisiert Darüber hinaus fanden sich in 6 % aller Patienten dysembryoplastische neuroepitheliale Tumoren, die wiederum auch in 68 % im Temporallappen lokalisiert waren. Andere Tumoren waren angiozentrische Gliome, Gangliozytome, isomorphe Astrozytome, pilozytische Astrozytome, Neurozytome, pleomorphe Xanthoastrozytome sowie niedrigmalgigne neuroepitheliale Tumoren. 79 % aller Tumoren wurden als „low grade“, niedrig maligne (WHO Grad 1) eingestuft. Über alle Tumoren waren nach einem Jahr 80 % der Heranwachsenden, 64 % der Erwachsenen (und 68 % aller Patienten) anfallsfrei.
- Fehlbildungen der kortikalen Entwicklung wurden bei 20 % der Proben gefunden, jedoch waren sie mit 39 % bei Heranwachsenden die häufigste Diagnose. Subtypen der fokalen kortikalen Dysplasie waren die häufigsten Fehlbildungen, die zusammen 70 % der Fehlbildungen ausmachten. Die Kombination aus dysmorphen Neuronen und Ballonzellen als Charakteristikum des Typ II war mit 45 % am häufigsten zu finden und lag bei 17 % aller Heranwachsenden vor. Die fokale kortikale Dysplasie Typ II fand sich mit 52 % am häufigsten im Frontallappen. Insgesamt waren 58 % aller Patienten nach einem Jahr anfallsfrei, dabei 60 % der Heranwachsenden und 55 % der Erwachsenen.
- Keine Läsion fand sich in der pathologischen Aufarbeitung bei 7 % aller Patienten, wozu allerdings auch die nichtspezifische reaktive Gliose gezählt wurde, ebenfalls könnten sich darunter noch andere, erst neu beschriebene histopathologische Diagnosen finden, wie etwa die oligodendrogliale Hyperplasie oder die hyaline protoplasmische Astrocytopathie. Anfallsfreiheit bestand nach einem Jahr in 50 % (Heranwachsende 55 %, Erwachsene 49 %).
- Gefäßfehlbildungen lagen bei 6 % vor, vor allem kavernöse Angiome im Temporallappen. Bei diesen lag der Anfallsbeginn bei mittleren 22 Jahren, der späteste mittlere Beginn unter allen Epilepsiepathologien. Anfallsfreiheit bestand bei 65 % nach einem Jahr (Heranwachsende 73 %, Erwachsene 63 %)
- Glianarben wurden in 5 % gefunden, meist im Temporallappen oder an mehreren Stellen. Männer bzw. Jungen waren mit 61 % deutlich häufiger betroffen als Frauen bzw. Mädchen. Die Rate anfallsfreier Patienten nach einem Jahr war unter allen Clustern am geringsten, mit 47 %.
- Enzephalitis – eine Gehirnentzündung wurde nur in 1,5 % aller Proben gefunden, vor allem die Rasmussen-Enzephalitis in mehreren Hirnlappen. Anfallsfreiheit nach einem Jahr fand sich bei 50 % der Patienten.